# Eucalyptus yumbarrana
Eucalyptus yumbarrana là một loài thực vật có hoa trong Họ Đào kim nương. Loài này được Boomsma mô tả khoa học đầu tiên năm 1979.